# Psychoda vaillanti
Psychoda vaillanti és una espècie d'insecte dípter pertanyent a la família dels psicòdids que es troba a Europa: la Ligúria (Itàlia).